# كينيدي سامرز
كينيدي سامرز (بالألمانية: Kennedy Summers)‏ (من مواليد 3 مارس 1987) عارضة أزياء وممثلة ألمانية مواليد الولايات المتحدة الأمريكية. اختيرت بلاي بوي بلاي ميت لعام 2014.

## روابط خارجية
- كينيدي سامرز على موقع IMDb (الإنجليزية)
- كينيدي سامرز على موقع قاعدة بيانات الفيلم (الإنجليزية)